# ألان وايتهيد (لاعب كرة قدم)
ألان وايتهيد (بالإنجليزية: Alan Whitehead)‏ (20 نوفمبر 1956 في المملكة المتحدة - ) هو لاعب كرة قدم بريطاني في مركز الدفاع. لعب مع سكونثورب يونايتد ونادي برينتفورد ونادي بوري ونادي يورك سيتي وويغان أتلتيك وDarwen F.C. (1870) ‏ ونادي هاليفاكس تاون.